# Osam
De Òsam (Bulgaars: Осъм) is een rivier in het noorden van Bulgarije. Ze is 314 km lang (gemeten vanaf haar langste bronrivier) en heeft een stroomgebied van 2.820 km². De bron bevindt zich aan de voet van de berg Levski in het Balkangebergte, op een hoogte van 1821 m. De Osam mondt ten westen van Nikopol uit in de Donau. In de Oudheid heette de stroom Assamus.
De Osam ontstaat bij Trojan uit twee bronrivieren: de Zwarte Osam (Черни Осъм, Tsjerni Osam) en de Witte Osam (Бели Осъм, Beli Osam). De Zwarte Osam, die van links komt, is de langste van beide: de totale lengte van de Osam wordt via deze stroom gemeten.
De voornaamste plaats aan de Osam is de stad Lovetsj. Hier bevindt zich sinds 1874 een overdekte brug over de rivier, die in zijn huidige vorm uit 1931 dateert. Voorbij Lovetsj zijn Letnitsa en Levski de grootste plaatsen aan de Osam.